# Nữ Tu
Nữ Tu (chữ Hán: 女修) là nhân vật huyền thoại sống vào thời kỳ Ngũ Đế trong lịch sử Trung Quốc.
Theo Sử Ký Tư Mã Thiên - Sở thế gia thì Nữ Tu là hậu duệ của đế Chuyên Húc nhưng không nói rõ là con ai và đời thứ mấy. Chỉ biết rằng Nữ Tu là đàn bà làm nghề dệt vải, một hôm bà đang làm việc ở ngoài sân thì trên trời xuất hiện con chim én đẻ trứng. Đúng lúc Nữ Tu ngửa mặt lên trời ngáp ngủ thì quả trứng đó rơi tọt vào miệng, sau đó ít lâu Nữ Tu thụ thai rồi sinh ra 1 người con trai đặt tên là Đại Nghiệp tức Cao Dao. Có lẽ do thời đó xã hội loài người đang ở trong chế độ quần hôn giai đoạn quá độ chuyển tiếp cuối cùng của thị tộc mẫu hệ nên chẳng biết cha là ai nên mới có những truyền thuyết như vậy để tạo nên nguồn gốc thần bí, cũng giống như bà Khương Nguyên dẫm vào vết chân người khổng lồ mà đẻ ra ông Cơ Khí tức Hậu Tắc là tổ nhà Chu và bà Giản Địch nuốt trứng huyền điểu mà đẻ ra ông Tử Tiết là tổ nhà Thương vậy.
Theo gia phả họ Hoàng của người Trung Quốc, thì Nữ Tu là con của Cùng Thiền, cũng theo đó Nữ Tu lại là nam giới chứ không phải nữ giới nên vấn đề này còn nhiều nan giải cho đến tận ngày nay các nhà khảo cổ học và sử học còn chưa kết luận chính xác được.